# Pietro Setacci
Pietro Setacci (Terni, 22 agosto 1861 – Terni, 19 dicembre 1916) è stato un politico italiano, Sindaco di Terni dal 1915 al 1916.

## Biografia
Esponente di una della famiglie più antiche ed aristocratiche di Terni, oggi estinta, Pietro Setacci era figlio del nobil uomo Luigi Setacci e della contessa Giuseppa Rustici di Terni.  Di posizioni clericali e monarchiche, divenne assessore a Terni all'inizio del Novecento e successivamente sindaco di Terni durante la prima guerra mondiale tra il 1915 e il 1916. Già per molti secoli la famiglia Setacci aveva dato alla città di Terni amministratori e uomini di chiesa al tempo del dominio pontificio. Nel 1886 Pietro Setacci sposò la nobile Pierina Barozzi figlia postuma del capitano Pietro Orsoleo Barozzi di Venezia, caduto in battaglia a Custoza nel 1866, e della contessa Leonilde Manassei di Terni. Consigliere della succursale di Terni della Banca d'Italia e della Banca Popolare di Terni, proprietario terriero, fu nominato cavaliere da Umberto I alla fine dell'Ottocento. Morì improvvisamente nel 1916 durante la sua sindacatura. Era inoltre nipote dell'ingegner Pietro Setacci che operò a Terni all'inizio dell'Ottocento. Tra le sue iniziative si ricorda quella per aiutare i soldati italiani al fronte con indumenti di lana: a tal scopo organizzò a Terni un comitato femminile per la preparazione di indumenti di lana. Insieme al fratello Francesco Setacci gestiva l'azienda agraria di famiglia specializzata nella vendita di vino. Significativa è inoltre l'antica dimora di campagna dei Setacci, imponente villa signorile settecentesca con teatro nelle campagne intorno a Terni (Piedimonte), acquistata nel 1851 dalla famiglia Setacci per 'diecimila scudi d’oro'. Successivamente per vincolo matrimoniale di Virginia Setacci, figlia di Francesco Setacci, con Riccardo Bianchini Riccardi, la villa è passata alla famiglia Bianchini – Riccardi attuale proprietaria.